# Sylvain Giguère
Pour les articles homonymes, voir Giguère.
Sylvain Giguère, né le 30 août 1958, est un acteur et animateur de radio québécois. En 2006, il anime une émission de radio sur les ondes du 98.5 FM (Montréal). Il est le fils de l'animateur Réal Giguère.  Le plus grand rôle de sa carrière est sans doute son interprétation de Cossette dans Les Boys.  Il a une demi-sœur du nom de Magalie, du deuxième mariage de son père Réal Giguère.  Il est maintenant[Quand ?] photographe et le père de deux enfants.

## Émissions de télévision et films
- Les Boys (1997)
- Lance et compte III (1989)
- L'Or du temps (1985-1993)
- Week-end (1981)